# Мој слатки живот
Мој слатки живот је роман српске јутјуберке, влогерке, певачице и манекенке Марије Жежељ. Објавила ју је издавачка кућа Вулкан из Београда 2016. године.

## О ауторки
Марија Жежељ се први пут у јавности појавила крајем 2014. године, када је направила свој Јутјуб канал који је од отварања до данас стекао више од 365 хиљаде пратилаца и више од 4.000.000 приказа. Средином септембра 2016. године је уз издавачку кућу Вулкан издала роман Мој слатки живот. Крајем октобра је у Италији проглашена за лице године на такмичењу лепоте енгл. The Look of the Year, након којег је добила престижно модно признање енгл. TLY Beauty Award 2016. 
Године 2017. се опробала у синхронизацији анимираног филма Мали шеф, у коме је позајмила глас једном од ликова. Средином исте године је објавила сингл енгл. Dance Like Nobody's Watching, а у новембру енгл. Louder Than A Drum. На додели регионалних музичких награда Music awards ceremony, која је одржана у Београду 29. јануара 2019. године, добила је признање за најбољег новог певача у региону. 

## О књизи
Књига Мој слатки живот прати свакодневни живот тринаестогодишње Нађе која обожава пливање, школу упоређује са гладијаторском ареном на чијим трибинама су популарне девојчице. Уместо тога, бира да се повуче у један другачији свет у коме важе друга правила. Првак је државе у пливању у слободном стилу, облачи се неупадљиво, у слободно време спрема колаче и не носи хаљине чак ни на рођендан млађе сестре, чији је једини сан да буде принцеза кад порасте. У живот јој улази Филип, њена прва симпатија који је део популарног друштва, заљубљен је у Нину и под њеним утицајем у Нађи се буди жеља да постане сасвим другачија.